# Dragon Seed
Dragon Seed es una película estadounidense de drama estrenada en 1944 y dirigida por Jack Conway y Harold S. Bucquet. Protagonizada por Katharine Hepburn, el guion de Jane Murfin adapta el best seller de Pearl S. Buck La estirpe del dragón.
Obtuvo dos nominaciones a los Óscar, mejor actriz de reparto para Aline MacMahon por su interpretación y mejor fotografía para Sidney Wagner.

## Sinopsis
En la época de la Segunda Guerra Mundial, los valores y principios de una familia china se desmoronan tras la invasión japonesa. Los occidentales se alían con los chinos para luchar contra el enemigo común. En estas circunstancias, una heroica mujer china se pone al frente de una revuelta contra los invasores nipones.

## Reparto
- Katharine Hepburn como Jade.
- Walter Huston como Ling Tan.
- Aline MacMahon como la esposa de Ling Tan.
- Akim Tamiroff como Wu Lien.
- Turhan Bey como Lao Er Tan.
- Hurd Hatfield como Lao San Tan.
- Robert Lewis como el capitán Sato.
- Frances Rafferty como Orchid Tan.